# Алексеевка (Новоузенский район)
Алексеевка — посёлок в Новоузенском районе Саратовской области России. Входит в состав Дмитриевского муниципального образования.

## История
Алексеевка была основана в 1936 году.

## География
Посёлок находится в юго-восточной части Саратовской области, на правом берегу реки Большой Узень, на расстоянии примерно 15 километров (по прямой) к северо-западу от города Новоузенск, административного центра района.

## Население
| 2002 | 2010 |
| ---- | ---- |
| 179  | ↘155 |

Гендерный состав
По данным Всероссийской переписи населения 2010 года в гендерной структуре населения мужчины составляли 49,7 %, женщины — соответственно 50,3 %.
Национальный состав
Согласно результатам переписи 2002 года, в национальной структуре населения казахи составляли 79 %.

## Инфраструктура
С посёлке функционируют начальная школа, сельский клуб и фельдшерско-акушерский пункт.

## Улицы
Уличная сеть посёлка состоит из трёх улиц.